# Science auxiliaire de l'histoire
 (mars 2018).
Les sciences auxiliaires de l’histoire ou sciences fondamentales de l'histoire sont des disciplines scientifiques indispensables à la recherche historique qui permettent d’exploiter des sources historiques. Ces disciplines apparaissent souvent comme une spécialisation de la discipline historique. Mais elles englobent aussi des sciences exactes, techniques ou naturelles.
Les sciences auxiliaires de l'histoire sont définies par les sources qu’elles exploitent, ce qui fait qu’elles sont aujourd’hui en théorie illimitées. Chaque discipline permet d’étudier des sources d'un type spécifique. Le choix des disciplines utilisées dépend de l'historien et de la source. Plusieurs disciplines peuvent être convoquées pour analyser au mieux la source utilisée.

## Concept
Le concept de science auxiliaire de l’histoire est évoqué à partir du XVIIIe siècle en Allemagne sous l’impulsion de « l’École de Göttingen ». Il désigne les disciplines utiles à l’Histoire. Ces disciplines existaient déjà mais elles étaient rattachées à d’autres enseignements, tel le latin ou le droit. C’est avec l’essor de l’histoire et son établissement comme science autonome, séparé d'autre enseignement, que le concept naît. Johann Christoph de Gatterer en 1761, dans Handbuch der Universalgeschichte, institue les sciences auxiliaires et y inclut la chronologie, la diplomatique, la généalogie, la géographie, l'héraldique et la numismatique. L’enseignement du concept et des disciplines est soutenu par le nationalisme allemand et celui-ci prend rapidement de l’importance jusqu’à connaître son apogée sous Guillaume II. Les grands centres allemands sont les universités de Göttingen et de Berlin.
En France, au XIXe siècle, avec le développement de l'enseignement au sein de l'université, l'histoire enseignée est distincte de la recherche historique. Cette séparation, pourtant déplorée dès 1891 par Ferdinand Lot, est attaquée dans le premier numéro des Annales en 1929, puis remise en cause au cours du XXe siècle. Les historiens commencent à exhumer des archives, des manuscrits ou compilations d'actes qui s'y trouvent, grâce aux travaux d'inventaire effectués dans les années 1860-1920 par les chartistes. Avec cette nouvelle école historique des Annales, la discipline historique s'élargit, et s'ouvre aux approches sociologiques et économiques.
Après la Seconde Guerre mondiale apparaît le concept d’histoire pluridisciplinaire. L'histoire s'adjoint alors l'assistance de disciplines autonomes comme autant d'instruments de recherche dans une perspective d'interdisciplinarité, au sein de ce que l'on appelle aujourd'hui les sciences humaines. Si l'École des Annales, en France, peut à l'occasion adopter une attitude dominatrice par rapport aux autres sciences sociales, des rencontres se produisent et donnent naissance à de nouvelles voies de recherche, comme en témoigne le développement de l'anthropologie historique ou le renouveau de la diplomatique.
L’utilisation de nouvelles sciences dans la recherche historique élargit le concept de sciences auxiliaires de l’histoire et affaiblit l’enseignement de ces disciplines. Karl Brandi, professeur à l'université de Göttingen, déplore cette tension et introduit le concept de science fondamentale de l’histoire, sans grand effet. Dans d'autres pays, notamment anglo-saxons, s'est développé surtout l'érudition pointue de collectionneurs, souvent de riches personnages intéressés par l'histoire de leur pays ou de leurs origines, et qui fondent des musées ou des bibliothèques de renom.

## Critiques
Le concept souffre de faiblesses et est critiqué par les chercheurs. La supposée domination de l’histoire, qui prend le pas sur les autres disciplines, est mise en cause par son initiateur même dans Handbuch der Universalgeschichte. L’appellation « sciences fondamentales » de Karl Brandi est aujourd’hui privilégiée à l’École nationale des chartes en France.

## Liste non exhaustive[4]
- l'archéologie, l'étude des vestiges du passé.
- l'archivistique, la discipline relative aux principes et aux techniques relatifs à la gestion des archives.
- la chronologie, l'étude des dates et des événements historiques.
- la codicologie, l'étude des livres manuscrits
- la dendrochronologie, méthode de datation basée sur l'étude et la mesure des cernes de croissance annuelle de l'arbre
- la diplomatique, l'étude de la structure des documents officiels
- l'épigraphie, l'étude des inscriptions réalisées sur des matières non putrescibles telles que la pierre, l’argile ou le métal
- la géographie, l'étude des phénomènes physiques, biologiques et humains qui se produisent sur le globe terrestre
- la géographie historique, la reconstruction du passé géographique
- la géologie, l'étude de la Terre
- la généalogie, l'étude des liens de parenté
- la glaciologie, l'étude des glaciers
- la gnomonique, l'art de concevoir, calculer et tracer des cadrans solaires
- l'hagiographie, l'étude de la vie des saints
- l'héraldique, l'étude des blasons et armoiries
- la numismatique, l'étude des monnaies
- l'odonymie, l'étude des noms propres désignant une voie de communication.
- la paléographie, l'étude des écritures anciennes
- la paléopathologie, branche de la médecine spécialisée dans l'étude des maladies et des évolutions dégénératives observées chez les restes des populations du passé
- la palynologie, l'étude des grains de pollen, des spores et des palynomorphes
- la papyrologie, l'étude des papyrus (égyptiens, grecs, latins, médiévaux)
- la phaléristique, l'étude des médailles
- la phénologie, l'étude de la relation entre les facteurs climatiques et les cycles des êtres vivants
- la prosopographie, l'étude de la filiation et de la carrière des grands personnages
- la sigillographie, l'étude des sceaux
- la toponymie, l'étude des noms propres désignant un lieu.
- la vexillologie, l'étude des drapeaux